# Муравйов Владислав Миколайович

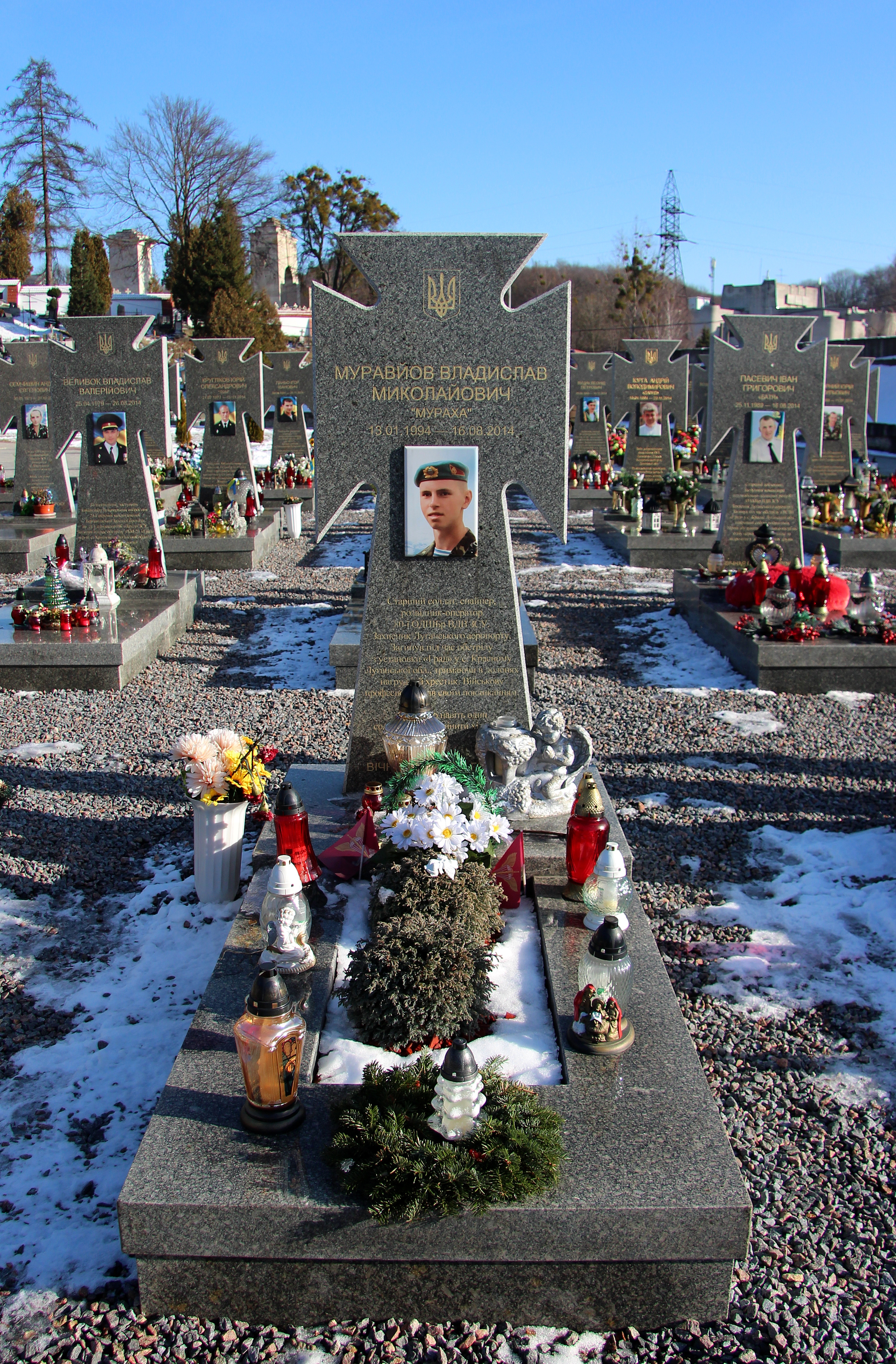

Владисла́в Микола́йович Муравйо́в (13 січня 1994 — 16 серпня 2014) — старший солдат Збройних сил України, учасник російсько-української війни.

## Життєвий шлях
Народився 1994 року в Луганській області у місті Краснодон. Його сім'я наприкінці 1990-х років переїхала на проживання до Львова, закінчив львівську загальноосвітню школу № 6. Служив на Львівщині. Був контрактником у 80-й окремій аеромобільній бригаді. Хотів працювати в СБУ. На зламі 2014/2015 років планували весілля.
З квітня 2014 року брав участь у боях на сході України. Старший розвідник-оператор 80-ї окремої аеромобільної бригади.
Загинув 16 серпня 2014-го під час обстрілу терористами села Красне Краснодонського району Луганської області з РСЗВ «Град». Тоді ж загинули Ігор Добровольський, Тарас Кулєба, Артур Лі, Денис Мирчук, Іван Пасевич, Назар Пеприк, Олег Тюріков, Олександр Філь, Денис Часовий.
Похований у місті Львів 20 серпня 2014 року, Личаківське кладовище, поле почесних поховань № 76.
Без Владислава лишились мама й сестра.

## Нагороди та вшанування
За особисту мужність і героїзм, виявлені у захисті державного суверенітету та територіальної цілісності України, вірність військовій присязі під час російсько-української війни, відзначений — нагороджений
- орденом «За мужність» III ступеня (15.3.2015, посмертно)
- нагрудним знаком «За оборону Луганського аеропорту» (посмертно)
- Його портрет розміщений на меморіалі «Стіна пам'яті полеглих за Україну» у Києві: секція 2, ряд 9, місце 30.
- Вшановується 16 серпня на щоденному ранковому церемоніалі вшанування українських захисників, які загинули цього дня у різні роки внаслідок російської збройної агресії[1]
- 1 вересня 2015 року на фасаді будівлі львівської спеціалізованої загальноосвітньої школи № 66 (вулиця Наукова, 92) йому відкрито меморіальну дошку.